# 장건황
장건황(중국어 정체자: 蔣根煌, 병음: Jiâng Gēnhuáng, 한자음: 장근황, 1963년 5월 1일 ~ )은 중화민국의 정치인이다. 2010년 신베이시 제2선거구의 시의원으로 당선된다.

## 학력
- 신베이시 사립 동하이 고급중학

## 같이 보기
- 중국국민당